# 日台関係史

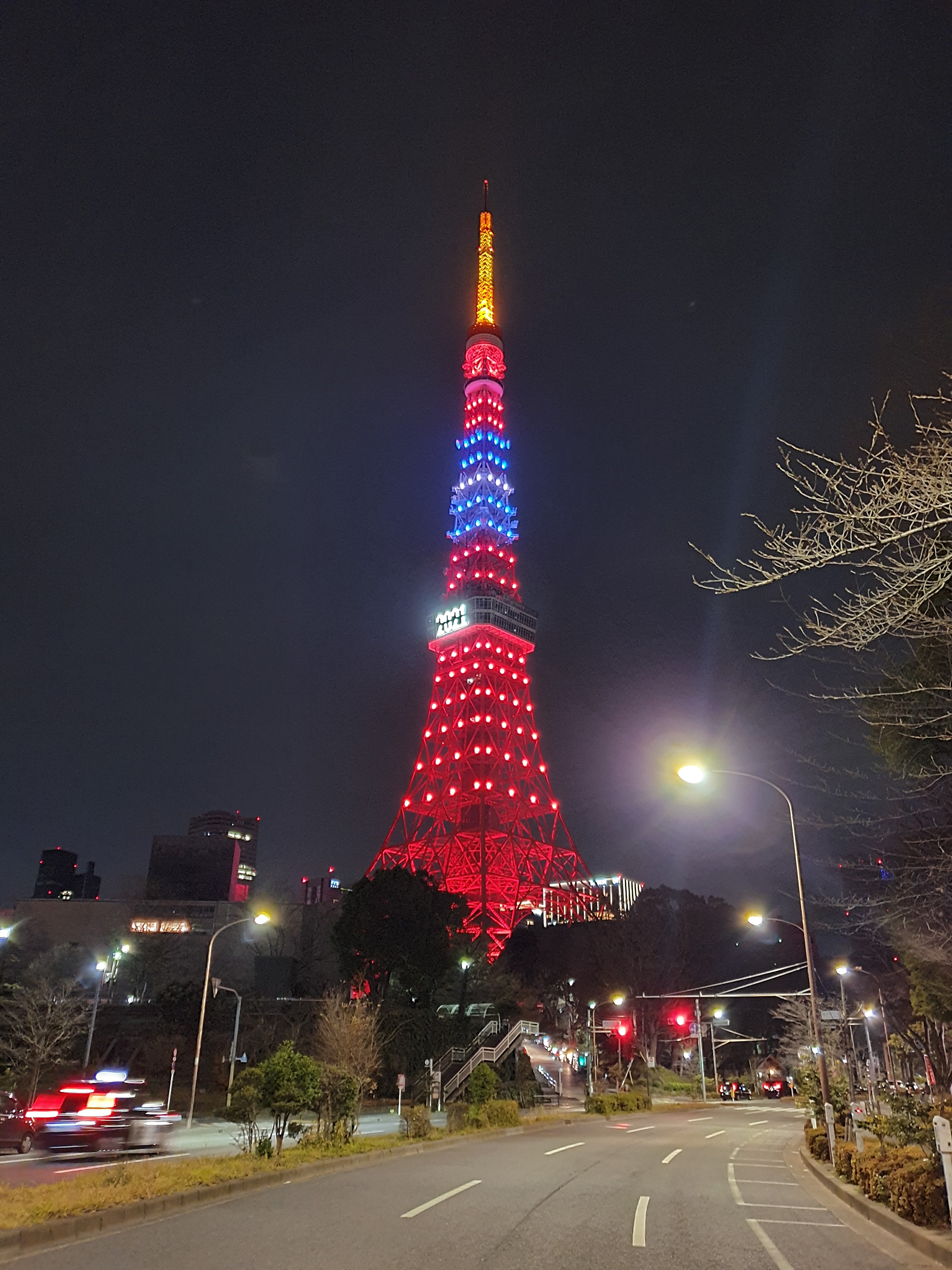
台湾と日本の友好祈念 東京タワースペシャルライトアップ、2021年1月3日

日台関係史（にったいかんけいし）は、日本と台湾の関係の歴史。

## 日本統治時代以前（- 1895年）
日本では、戦国時代から江戸時代初期にかけての台湾を「高山国」、「高砂国」と称し、そのいずれもが「タカサグン」からの転訛という。これは、商船の出入した西南岸の打狗山（現・高雄市）が訛ったものと思われる。
1593年（文禄3年）、豊臣秀吉が原田孫七郎に「高山国」へ朝貢を促す文書を届けさせようとしたが、当時の台湾は統一的な政府が存在しなかったため交渉先を見つけることができずその試みは失敗した。
1609年（慶長14年）、江戸幕府を通じ肥前有馬藩が台湾視察のために家臣を派遣。
1616年（元和2年）、長崎代官村山等安が子の村山秋安、臣下明石道友を台湾征討のため13隻の船団と共に台湾に派遣するが、暴風雨のため明国に漂着する。
1628年（寛永5年）、台湾貿易をめぐり、オランダの植民地政府との間に紛争発生（タイオワン事件）、江戸幕府が平戸のオランダ商館を閉鎖。
1639年（寛永16年）、将軍の徳川家光と老中が、江戸に参府した平戸のオランダ商館長であるフランソワ・カロンと会談。幕閣は、明朝渡航許可証を与えられた中国人が台湾に渡航していることをカロンから確認できたことで、マカオから渡航していたポルトガル渡航禁止を決定する。
1662年、「反清復明」を唱えて清朝に抵抗していた中国人と日本人の混血である鄭成功の軍勢は、清への反攻の拠点を確保するために台湾のオランダ東インド会社を攻撃し、オランダを台湾から駆逐した。鄭成功は「反清復明」を果たすことなく死去したが、台湾独自の政権である鄭氏政権を打ち立てて台湾開発を促進する基礎を築いたことから、今日では台湾人の不屈精神の支柱・象徴「開発始祖」「民族の英雄」として社会的に極めて高い地位を占めている。なお、鄭成功は中国や台湾では英雄と見なされており、福建省廈門市の鼓浪嶼では、鄭成功の巨大像が台湾の方を向いて立っているが、「中国で英雄視されている鄭成功が日本と中国のハーフであり、その弟が日本人として育ち日本で商売をしていたというのは、中国人からすると複雑な感情なのかもしれない」という指摘がある。
1871年（明治4年）12月17日、琉球・那覇を出帆した宮古島船が遭難し台湾東南の海岸に漂着、上陸した乗組員が台湾原住民に襲撃され、うち54人が殺害される事件が発生した。
1874年（明治7年）5月、陸軍中将西郷従道率いる征討軍3000名が台湾に上陸し、原住民居住地域を武力で制圧し、占領（台湾出兵）。清国政府が日本軍の出兵に賠償金50万両支払うことと引き換えに、日本軍が撤兵した。

## 日本統治時代（1895年 - 1945年）
1895年（明治28年）4月、日清戦争後の講和会議で調印された下関条約（日清講和条約）により、清国が台湾・澎湖諸島を日本に割譲。その直後、台湾人らによる台湾民主国の建国宣言がなされる。台湾民主国軍は、上陸した日本軍と武装闘争するも、初代総統唐景崧、第2代総統劉永福が相次いで大陸に逃亡し、約5か月後には完全制圧される。
日本は、1895年5月、台湾総督府を設置、樺山資紀海軍大将を初代総督に任命し、植民地統治を開始した。児玉源太郎第4代総督（1898年 - 1906年）のもとで後藤新平が民政長官に就任し、土地改革、ライフラインの整備、アヘン中毒患者の撲滅、学校教育の普及、製糖業などの産業の育成を行うことにより台湾の近代化を推進。一方で植民地統治に対する反逆者には取り締まりをするという「飴と鞭」の政策を有効に用いることで植民地支配の体制を確立した。台湾巡撫の劉銘伝が日清戦争より前の1891年に敷設を開始した縦貫線は、1895年10月に全線開通したときには日本に接収されていた。1922年（大正11年）には台湾事業公債が発行され、摂政の皇太子裕仁親王は台湾行啓を行った。

## 日本の敗戦
日本の敗戦により、488,000余りの在台日本人（軍人166,000人を含む）の大半が本土に引き揚げ、28,000人余りが国民党政権の「留用者」として残った。最後の台湾総督安藤利吉は、戦犯として上海に送られ自害。1946年（昭和21年）5月の勅命により台湾総督府は正式に廃止された。

## 国交回復から断絶まで（1945年 - 1972年）
日本の降伏後、台湾に進駐し実効支配した中華民国政府は、日本資産の接収を実施した（接収された資産総額は、当時の貨幣価値で109億9090万円。土地を除く）。その後、ほぼ同時期に中国大陸で勃発した第二次国共内戦で中国共産党に敗れた中華民国政府は、1949年に台湾に政府機関を移し、台湾島とその周辺の島々（台湾地区）の実効支配を維持するにとどまる。日本は、1951年9月8日、サンフランシスコ平和条約で台湾・澎湖諸島の権利、権原及び請求権を放棄したが、この講和条約には中華人民共和国、中華民国のいずれも参加しなかった。その後、日本は、アメリカの仲介により、台湾のみを実効支配する中華民国政府との二国間講和条約の交渉を開始。1952年4月28日、日華平和条約に調印、日本と台湾（中華民国）との国交が回復した（なお、サンフランシスコ平和条約および日華平和条約では台湾の主権の帰属先は未定であるという台湾地位未定論がある）。また、日本からは白団と呼ばれる有志の軍事顧問団が台湾に渡り、金門砲戦などを指導して中華人民共和国からの台湾防衛を支援した。
1957年、外相兼任のまま内閣総理大臣に就任した岸信介は、同年5月に台湾などのアジア6カ国を歴訪。蒋介石との会談では、大陸回復に理解を示した。
1963年9月7日、中国の通訳周鴻慶が帰国直前に台湾への亡命を求めようとして逮捕され、その後亡命意思を翻意したとして、翌年1月に中国に強制送還される事件が発生した（周鴻慶亡命事件）。中華民国政府は日本側の対応・措置を「親中共行為」として激しく非難し、両国関係は緊張した。
関係修復を図るべく、1964年2月、吉田茂元首相が池田勇人首相の意を受けて台湾を訪問、蔣介石総統と会談した。これを契機に「日華共同反共」などが盛り込まれた「中共対策要綱」なる文書（いわゆる吉田書簡）が極秘に交わされた。さらに同年3月には、日本外務省が、中華民国政府との断絶は国益に反する等の「中国問題に関する見解」を発表。同年7月には大平正芳外相が訪台し、「日本は中華民国が反攻復国に成功することを非常に望んでいる」と表明した。
1967年9月、佐藤栄作首相は、中国側の激しい批判キャンペーンにもかかわらず、台湾を訪問し、蔣介石総統と会見。同年11月には、後に総統を世襲することになる蔣経国国防部長が日本を公式訪問した。
これまで戦後から国連の常任理事国を務めた台湾は、中国と比べて国際的に認知されていた。しかし、1970年頃からベトナム戦争を背景とした中国と米国との接近、西側主要国（英仏伊加）と中国との国交正常化など、国際社会の中で中国が立場を顕示しはじめた。また、日本国内でも一部の親中派議員による「日中国交回復促進議員連盟」発足等の動きも見られるようになる。
こうした国際情勢の中で、1971年の第26回国際連合総会のアルバニア決議（2758号決議）により常任理事国の権限が中国側に傾き、中国の常任理事国入りが決定され、台湾は国連を追放された。日本は、中国の国連加盟に賛成であるが、台湾の議席追放反対を政府方針とし、アルバニア決議に反対票を投じた。また、二重代表制決議案の共同提案国となり提出したが表決されず、佐藤首相は国内のマスコミや野党から激しく追及された。これを受け、佐藤首相は中国との国交正常化を目指す意向を表明した。
翌年1972年のニクソン訪中は日本に衝撃を与えた。
1972年8月、田中首相は椎名悦三郎副総裁を日台断交を伝えるために台湾に特使として派遣したが椎名は”台湾との外交を維持する”と台湾側へ伝えた。
しかし、同年9月29日、田中角栄政権は、中国大陸を支配する中華人民共和国政府を「中国の唯一の合法政府」と承認し、国交を樹立した（日中国交正常化）。その際、日本は、日中共同声明に日華平和条約の遡及的無効を明記することに応じない代わりに、大平正芳外相が「日華平和条約は存続の意義を失い、終了した」との見解を表明。これに対し、中華民国外交部は、「狼を部屋に引き入れ、敵を友と認め、中共匪団の浸透転覆活動を助長する」と日本政府を強く非難、即日、対日断交声明を発表した（日台断交）。

## 日華断交以降（1972年 - 今）

### 非公式実務関係の形成（1972年 - 1989年）

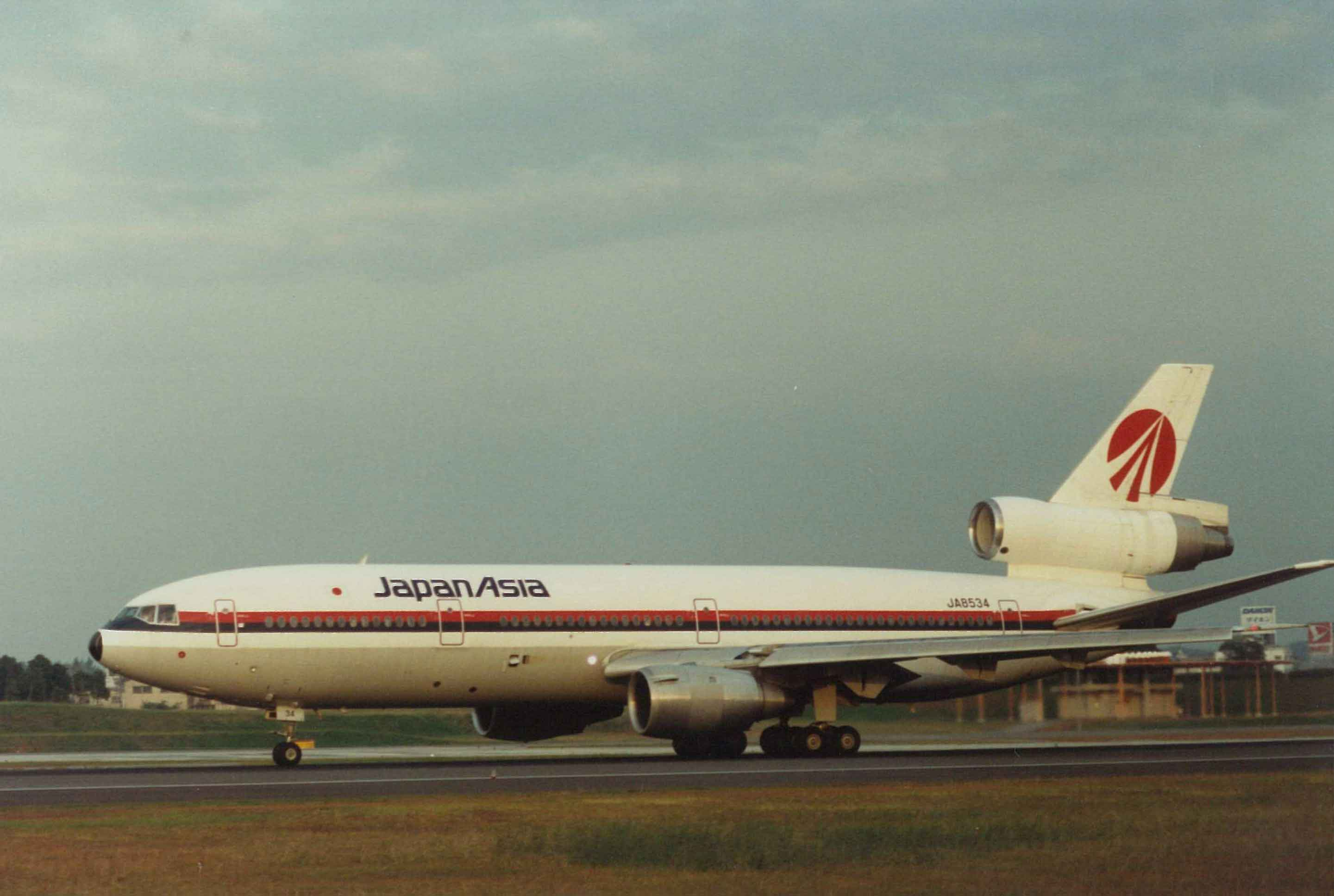
日本アジア航空の航空機（当時）

日本と台湾（中華民国）は、国交断絶から間もない1973年初頭、民間交流を従来通り維持させるため、実務的な窓口機関を相互に設置した（日本側は「財団法人交流協会」。台湾側は「亜東関係協会」。1992年、亜東関係協会東京弁事処は台北駐日経済文化代表処に改称）。続いて同年3月には、日本の国会議員150名余りが参加して日華関係議員懇談会（日華懇）が発足（1997年、超党派の日華議員懇談会に改組）。こうして、日台間の非公式実務交流の基本的枠組みが形成された。
国交断絶直後の台湾の中華航空の航空機にある「青天白日満地紅旗」を「国旗」として認めないなどとする見解を表明したことに抗議し、即日、日台間航空路線停止を宣言した。
その後、日華懇の働きかけと青天白日満地紅旗を国旗と認めた日本外相宮澤喜一の国会答弁もあって、1975年8月、約1年3ヶ月ぶりに日台航空路線が再開された

### 交流の深化（1990年代以降）
1994年5月、中華民国総統の李登輝は、『週刊朝日』に掲載された小説家の司馬遼太郎との対談で、日本統治時代を「日本が残したものは大きい。批判する一方で科学的な観点から評価しないと歴史を理解することはできない」と評した。李が1999年日本語で出版した『台湾の主張』はベストセラーとなって山本七平賞を受賞した。
一方、1994年10月、広島で開催されたアジア競技大会において、日本政府は、李総統の代理として徐立徳・行政院副院長らの入国を認めた（行政院副院長＝副首相クラスの訪日は初めて）ものの、1995年10月のAPEC大阪会議では、台湾代表として、形式的には民間人である辜振甫海峡交流基金会董事長の出席しか認められなかった。
1999年9月の台湾大地震では日本が国際緊急援助隊を一番手で送り、最大規模の援助活動を実施した。2000年8月には、石原慎太郎東京都知事の提唱で、アジア大都市ネットワーク21が発足、北京市と台北市が同時に加盟した（北京市は2005年に脱退、2014年からネットワークは活動を休止）。2000年12月、台湾高速鉄道計画で、日本企業連合による「新幹線システム」導入が決定した（2007年開通）。李登輝元総統来日の支援運動が契機となって、2002年12月には日本李登輝友の会が設立され、ここで発祥した台湾正名運動は台湾本国にも波及した。

#### 不干渉主義の転換
1995年から1996年にかけて台湾海峡ミサイル危機の勃発など台湾情勢が緊迫したことを契機に、日本政府は「直接対話による平和的解決」を中国に求める立場を明確化させるようになった。1996年5月16日、参議院外交委員会の小委員会は、「中台問題の平和的解決に関する提言」を決議。1996年から1997年にかけて日米安保条約に基づく日米防衛協力のための指針を改訂した際には（いわゆる「新ガイドライン」）、「周辺事態」に中台紛争が含まれるか論争が起こり、1997年8月17日、梶山静六官房長官は「周辺事態は中台紛争を含む」と明言した。さらに1998年11月に江沢民国家主席（党総書記）が来日した際、小渕恵三首相はクリントン米大統領が表明した「三つのノー」（台湾独立反対、「二つの中国」反対、台湾の国連加盟不支持）の表明を拒絶した。
2001年10月、APEC上海会議の際、平沼赳夫経産相と林義夫経済部長が会談し、「日台FTA」の検討開始で合意した（未実現）。2002年末、外務省の内部規則が改訂され、日台間の政府当局間接触が課長補佐から課長レベルに引き上げられた。小泉純一郎首相の私的懇談会が発表した「21世紀日本外交の基本戦略」（2002年11月）では「日台関係強化の研究」の必要性を指摘。2004年以降、日本政府は台湾の世界保健機関（WHO）へのオブザーバー参加を支持する立場をとり、2005年2月には、日米政府当局が日米安全保障協議委員会（2プラス2）で合意した「共通戦略目標」で、初めて台湾海峡問題に明確に言及した。当時の町村信孝外相も、日米安保は台湾地域も対象に入ると言明した。
一方で、2003年12月、日本政府（小泉政権）は、交流協会を通じ、台湾政府（陳水扁政権）に対し、公民投票の実施について、中台関係を徒に緊張させるものであり、台湾海峡周辺の平和と安定のために慎重に対処することを希望する旨、断交後初めて台湾政府に対する「申入れ」を行った。同様の懸念表明は、2006年2月、陳水扁政権が国家統一委員会及び国家統一綱領の運用停止を発表した際にもなされた。

#### 日台関係「正常化」への動き
台湾に対する関心の高まりを反映して、日本のマスコミ各社は1998年10月以降、台北に相次いで支局を開設した。
1999年11月、石原慎太郎東京都知事が都知事として初めて訪台したことを契機に、要人の相互往来が相次いで実現するようになった。まず、2001年4月、日台関係者双方の念願であった李登輝元総統の来日が初めて実現した（その後も4回の訪日が実現）。同年12月には、連戦国民党主席が、国民党のトップとしては戦後初めて訪日した。2003年12月、交流協会台北事務所の主催で、台北で断交以来32年ぶりに天皇誕生日祝賀会が開催。同じ頃、森喜朗元首相が台湾を訪問し、陳水扁総統と会談した。
2004年8月25日、中米の友好国訪問を終えた游錫堃行政院長の専用機が台風接近のため那覇空港に緊急着陸した際には、游行政院長に72時間滞在可能なビザを発給され、牧野浩隆沖縄県副知事らとの会談が実現した。
2005年4月には、断交後初めて台湾人に対する叙勲を授与。2005年8月、台湾住民への査証免除（ノービザ）を可能とする議員立法が成立し、2007年9月には運転免許証の日台相互承認も実現した。2008年3月には、日本アジア航空（JAA）とエアーニッポン（ANK）がそれぞれ完全親会社の日本航空（JAL）と全日本空輸（ANA）に統合され、日台航空路線が約32年ぶりに「正常化」した。さらに、2009年7月の出入国管理法改正で、外国人登録証に代わって新たに導入される在留カードにおいて、台湾出身者は「台湾」と正確に表記されることも決まった（2012年施行）。

#### 特別パートナーシップ関係へ
2008年5月の馬英九総統の就任に際し、日本政府（福田康夫政権）は交流協会を通じて公式の祝電を手交（断交後初めて）。馬は、同年7月末に主要閣僚定例会議「台日関係報告会議」を設置し、同年秋に台日特別パートナーシップ構想により対日関係強化を図る方針を打ち出した。陳水扁政権が新設した外交部の「日本事務会」は解消したものの、亜東関係協会会長に李登輝元総統の側近を登用。2009年を「台日特別パートナーシップ促進年」と定め、自由貿易協定(FTA)ないし投資協定の締結（2011年日台民間投資取決めを締結）、ワーキングホリデー制度の導入、国立故宮博物院の日本展覧会開催(2014年開催)などを提唱した。馬は、日本統治時代に台湾の水利事業で大きな功績を残した日本人技師八田與一をたたえる記念公園の建設も実現した。
2011年3月11日発生の東日本大震災に際しては台湾がいち早く救援隊派遣を表明。人口が約13倍の米国を大きく上回る義捐金が集まり（同年9月現在200億円超）、菅直人首相からの台湾向けに特別の謝意メッセージを台湾側に寄せた。野田佳彦首相も国会で「菅直人前首相のメッセージで馬英九・総統をはじめとする台湾当局者に謝意を伝えた。ホームページや新聞広告でも謝意を表明している。しかし、あらためて私としても台湾からの友情あふれる破格の心からの支援に対して、深く心から感謝申し上げたい」と答弁した。

#### 尖閣諸島等をめぐる摩擦
尖閣諸島（台湾名：釣魚台）問題は、台湾側が領有を主張し始めた1969年頃から、漁業権益や海底資源権益も絡んで日台間の最大の懸念事項となっている。台湾船による領海侵犯事件が繰り返し発生している。2010年5月には、日本防衛省が日本最西端の与那国島の防空識別圏拡大を決定したことに対し、台湾側が強く反発した。
2012年の日本の尖閣諸島国有化に対しては中華民国行政院海岸巡防署の巡視船12隻と宜蘭県蘇澳鎮から出港した漁船約40隻が同時に尖閣諸島の領海を侵犯させ、尖閣諸島の台湾領有を主張するデモ活動を行った。これに対して日本の海上保安庁は保有する約360隻の巡視船・巡視艇のうち約45隻を出動させて対応し、巡視船が放水して進路規制を行ったが、台湾の巡視船も放水でこれに応戦した。これを受けて、財団法人交流協会の今井正理事長が台湾外交部を訪れ、楊進添外交部長と2時間にわたり会談、厳重抗議と再発防止の申し入れを行ったが、楊部長は日本の国有化について批判した。また、馬英九総統はこの領海侵犯を「全力で漁民の安全を守った」「釣魚台が我が領土であることを世界に誇示した」と絶賛した。2013年には尖閣諸島周辺の北緯27度以北に暫定措置水域を定めた日中漁業協定に対抗して日本と日台漁業協定を結び、北緯27度以南の操業を日本に認めさせた。

#### 最近の出来事
- 2006年10月9日：陳水扁総統が、中華民国国慶日の式典に出席するため訪台した日華議員懇談会のメンバーと会見し、その席で北朝鮮が同日に地下核実験を実施したことを強く非難するとともに、日本とアメリカとの軍事交流を強化して、両国と準軍事同盟を構築する必要性を強調した[35]。
- 2008年3月10日：第1回日台観光サミットが台北で開催。2010年までに日台間の観光客の相互往来を300万人にする目標を盛り込んだ「台北宣言」に調印。
- 2008年5月8日：馬英九次期総統が、台南の烏山頭ダムを訪れ、八田與一墓前祭に出席。
- 2008年5月20日：日本政府が、馬英九総統就任式の際、交流協会を通じて公式の書簡を手交。
- 2008年6月1日：許世楷駐日代表の退任に伴い、「許代表夫妻を送る会」が都内で開催。安倍晋三前首相らが約800人が出席。
- 2008年6月3日：中国外交部筆頭次官の王毅前駐日大使が国務院台湾事務弁公室主任（台湾問題担当相に相当）に就任。
- 2008年6月10日：台湾の遊漁船「聯合号」と海上保安庁の巡視船「こしき」が尖閣諸島沖で衝突し、聯合号が沈没する事件が発生（聯合号事件）。台湾側は、数日後に巡視船など4隻が尖閣諸島沖に接近させ、許世楷駐日代表を召還。まもなく、日台双方が非公式の外交ルートを通じて事態の沈静化を図り、日本側が海保側の過失を認めて謝罪し、和解成立。馬英九総統は「双方が平和的な外交ルートを通じて効果的に問題解決を図ろうという認識に達し、むしろ両国関係が増進された」と総括した。
- 2008年7月11日：交流協会台北事務所長に斎藤正樹元ニューランド大使が着任。
- 2008年8月28日：新駐日代表に馬英九総統の側近馮寄台を任命。
- 2008年10月：台湾総統府直轄の国家安全会議が台日特別パートナーシップ構想を発表。
- 2008年11月9日：台湾を拠点に尖閣諸島領有権を主張する民間団体「中華保釣協会」が設立。
- 2009年1月16日：栃木県日光市と台湾・台南市が「観光友好都市協定」を締結。
- 2009年1月20日：台湾外交部が2009年を「台日特別パートナーシップ促進年」と宣言。
- 2009年2月5日：王貞治ソフトバンク球団会長（元中華民国無任所大使）が馬英九総統を表敬訪問、二等景星勲章を授与される。
- 2009年2月5日：亜東関係協会会長に李登輝元総統の側近彭栄次を選出。
- 2009年2月27日：約3年半ぶりに再開した日台漁業交渉で、尖閣諸島沖の日台間の漁業トラブルに対応する緊急連絡窓口を那覇に設置することで合意。
- 2009年3月16日：第2回日台観光サミットが静岡で開催。日本側から静岡県知事、観光庁ナンバー2の次長が参加。2010年を「日台観光交流年」とすることを宣言。
- 2009年4月3日：日台間で年間2000人を相互に受け入れるワーキングホリデー制度実施で合意。
- 2009年4月5日：NHKがNHKスペシャル・プロジェクトJAPAN・シリーズJAPANデビュー第1回放送で日本による台湾統治を取り上げる。その後、内容が偏向しているとして日本李登輝友の会を中心に抗議活動が拡大、台湾人約150名を含む8389人の原告団がNHKに集団訴訟を提起した（その後、原告団は1万人を突破）。
- 2009年4月16日：石垣市長ら沖縄3首長が訪台し、蕭万長副総統と会談。
- 2009年5月1日：交流協会の齋藤正樹台北事務所長が講演で台湾地位未定論に言及。台湾外交部の抗議を受け、個人的見解として発言を撤回したが、同年12月、任期半ばで辞任。
- 2009年5月8日：馬英九総統が2年以内に八田與一記念公園を建設することを発表。
- 2009年8月31日：馬英九総統、劉兆玄行政院長、欧鴻錬外交部長の名義で衆議院議員総選挙に勝利した民主党に祝電。
- 2009年9月13日：海上保安庁巡視船が尖閣諸島沖で台湾の遊漁船「福爾摩沙（フォルモサ）酋長2号」を拿捕。台湾外交部が日本側に乱暴な行為があったと抗議。
- 2009年9月24日：台湾初の日本研究拠点となる国立政治大学現代日本研究センター（当代日本研究中心）が日本政府（交流協会）の支援で設立。
- 2009年12月1日：台北駐日経済文化代表処の札幌分処を開設。
- 2010年2月2日：海上保安庁巡視船が南硫黄島付近の日本領海に侵入した台湾漁船が停船命令を無視して逃走したため拿捕。
- 2010年3月15日：第3回日台観光サミットが南投県で開催。台湾側から毛治国交通部長が参加。
- 2010年4月30日：交流協会と亜東関係協会との間で、15項目にわたる「日台双方の交流と協力の強化に関する覚書」を締結[36]。
- 2010年6月24日：日本防衛省が台湾から111キロにある与那国島の防空識別圏を西側に拡大すると発表[37]。台湾外交部が「極めて遺憾で受け入れられない」と反発した。
- 2010年10月31日：羽田空港―台北松山空港間の直航便が開設。
- 2011年5月8日：台南市で八田與一記念公園が完成。開園式典に馬英九総統、楊進添外交部長、毛治国交通部長、江丙坤海峡交流基金会董事長、馮寄台駐日代表らが出席、日本からも森喜朗元首相ら30名近い国会議員が出席。
- 2011年6月29日：第4回日台観光サミットが金沢で開催。日本側から初めて観光庁長官が出席。2012年を「台日観光促進年」と定め、相互訪問客数300万人の目標を決議。
- 2011年7月14日：交流協会と亜東関係協会との間で、復興支援・観光促進に関する日台「絆（厚重情誼）」イニシアティブを締結[38]。
- 2011年9月22日：交流協会と亜東関係協会との間で、内国民待遇や最恵国待遇などを盛り込んだ日台投資協定を締結[39]。
- 2011年11月10日：交流協会と亜東関係協会との間の日台航空協議でオープンスカイ協定締結[40]。
- 2012年3月12日：日本政府主催の東日本大震災一周年追悼式典で、台湾代表として出席した台北駐日経済文化代表処副代表を来賓席ではなく一般参加者に案内し、指名献花から外して問題に。国会で激しく追及された野田佳彦首相が「台湾の皆さまに温かい支援をいただいた。本当に申し訳ない。深く反省したい」と陳謝。
- 2012年10月5日：玄葉光一郎外相が交流協会を通じて異例の 台湾向けメッセージ を発表。翌日、台湾外交部が肯定的な評価を示し、日台漁業協定再開に同意する旨の声明を発表した。
- 2013年3月11日：東日本大震災二周年追悼式典で、日本政府（安倍晋三政権）は台湾を、国名や機関名を読み上げる「来賓」「指名献花」に遇し、駐日大使にあたる台北駐日経済文化代表処の沈斯淳代表が献花した。
- 2013年4月10日：交流協会と亜東関係協会との間で、日本は排他的経済水域の一部に日台双方の漁船が操業できる「適用水域」を設け、日台漁業委員会を設置することなどを盛り込んだ「公益財団法人交流協会と亜東関係協会との間の漁業秩序の構築に関する取決め」（略称：「日台民間漁業取決め」）に合意し、調印[41][42]。日台の漁業権問題は一応の解決をした。また、馬英九総統は「領土は分かち合えないが、資源は分かち合える」とこれを賞賛した。
- 2015年5月14日：太平洋戦争末期に日本国内で働いた台湾人元少年工が来日、呉市内で日本人の元工員らと交流した。一行は呉市の船津神社内にある殉職者らがまつられた工僚神社や、旧海軍墓地に参拝。ともに手を合わせ、冥福を祈った。後、ホテルにて交流、君が代斉唱を行い、戦没者に黙祷した。元少年工らは「台湾に比べ、とにかく呉は寒かった。食料はいつも足りなかったが、日本人と分け隔てなく、みんなで朝から晩まで懸命に働いた。活気があった」と振り返り、また「少年工の募集にクラスの半分くらいが手を上げたが、トップの成績でないと選抜試験に通らなかった。日本で『お国のために』と誇りを持って働いた」と語った。元少年工らは日本を「第二の古里」と呼び、日本側関係者とともに戦没者を慰霊して平和を願い「台湾と日本、いつまでも手を携えて」と誓い合った[43]
- 2015年8月1日〜2日：東京・上野恩賜公園にて台湾新聞社主催による「日本台湾祭りin上野」を開催。のべ10万人が訪れ大盛況となる。
- 2015年8月8日：金沢市で日台地方議員による「日台交流サミット」を開催。以後毎年1回開催[44][45]。
- 2015年11月26日：交流協会と亜東関係協会との間で、日台租税協定など3つの協定を締結[46]。
- 2017年1月1日：日本の対台湾窓口機関が「公益財団法人交流協会」から「公益財団法人日本台湾交流協会」に名称を変更[47]。
- 2017年5月17日：台湾の対日本窓口機関が「亜東関係協会」から「台湾日本関係協会」に名称を変更[48]。
- 2017年6月4日：在日台湾人団体「全日本台湾連合会」（全台連）が発足し、設立パーティーには蔡英文総統からも祝辞が寄せられた[49]。
- 2018年9月6日：右翼活動家の藤井実彦が、台南市に設置された慰安婦像に蹴りを入れていたことが発覚し、この出来事が台湾で大きく報道されることとなり、藤井は中国国民党の議員や市民から激しい非難を浴びた[50]。
- 2021年3月1日：中国政府の検疫政策により台湾産パイナップルが3月より禁輸となったが日本が購買支援を行った結果、その運動は「フリーダム・パイナップル」と称されるようになった[51]。丸川知雄は、「フリーダム・パイナップル」について、「台湾のためなら虫も気にならない?…日本の消費者は食の安全性に対する意識が高く、とりわけ海外からの輸入品には厳しい目を注いでいるのだと思っていたが、相手が台湾となると話が別のようだ。台湾が可愛いから『あばたもえくぼ』に見え、コナカイガラムシも粉砂糖に見えるらしい。あるいは、害虫がいるという中国税関の発表などはなからウソに決まっていると思っていたのだろう」と評している[52]。
- 2021年6月4日：新型コロナウイルス感染症の世界的流行でワクチンが不足していた台湾からの要請に応じて、日本政府は124万回分のワクチンを台湾に無償供与した。蔡英文総統は日本に対する謝意を表明した[53]。蔡総統は、『文藝春秋』2021年9月号のインタビューで、「台湾のテレビ各局が（日本からのワクチン輸送を）中継で報じ、台湾の多くの国民が歓迎の意を込めて見守りました。私も飛行機が到着した様子を鮮明に覚えています。これも長期にわたっての友情が証明されたものであります。台湾が最も困難な時期に日本が援助の手を差し伸べてくださったことを、台湾の国民一同、心より、感謝しています」「『まさかの時の友こそ真の友』とはこのことです」とし、日本と台湾の「善の循環」を次の世代に繋いでいく決意を示した[54]。
- 2022年9月：日中国交正常化50周年を迎え、正常化した中国とは関係が悪化する一方、断交した台湾とは交流が活発化していると報じられている[55]。小笠原欣幸は、「50年前、日台を断交に追い込んだ中国共産党は孤立した台湾が中国を頼ると考えていたが、もくろみは外れ、日台交流はむしろ活発化した。日本台湾交流協会の今年の世論調査では、台湾で『最も好きな国』を『日本』とする回答が60%に上るが、『中国』は5%にすぎない。…台湾では統一反対派が圧倒的多数で、日米を頼りにせざるを得ない。台湾の現状維持には米国の軍事力が不可欠。また、日本との民間交流は国際社会とのつながりを保つ上で重要な役割を果たしている。台湾の孤立を図る中国に対抗する中で、日本と強い結び付きがあり、欧米からも関心を寄せられている現状は台湾の自信につながっている」と述べている[55]。
- 2023年3月：日本台湾交流協会東京本部で、台湾日本関係協会の蘇嘉全会長と日本台湾交流協会の大橋光夫会長が、「台湾日本関係協会と公益財団法人日本台湾交流協会との間の法務司法分野における交流と協力に関する覚書[56]」に署名した。自由・民主・法の支配、及び基本的人権の尊重などの共通の価値に基づき、法務司法分野における協力関係を強化・促進し、互いに信頼出来るパートナーとなれるよう共に努力していくと宣言した[57]。
- 2023年9月：防衛省が、台湾との窓口機関「日本台湾交流協会」の台北事務所に「背広組」の現役職員を常駐させたことが明らかになった（経済産業省や外務省など他の政府機関が台北事務所に現役職員を出向させる一方で、防衛省は退役自衛官を常駐させるにとどめてきた）[58]。
- 2024年4月：3日に起こった花蓮地震に対して、同5日、外務省は台湾に対して100万米ドル（約1億5000万円）規模の緊急無償資金協力を行うと発表した。協力は、日本台湾交流協会を通じて実施する。これに対して台湾外交部は感謝の意を表明した[59]。同10日、緊急無償資金協力の目録が、台北駐日経済文化代表処の謝長廷代表に贈呈された[60]。また日本の金融各社からも、義援金を寄付する動きが相次いだ[61]。
- 2024年7月：蔡英文前総統が、安倍晋三元首相の三回忌に合わせて来日を調整したが、日本政府が中国の反発を懸念し、認めなかった[62]。
- 2024年7月18日：海上保安庁と台湾海巡署が千葉・房総半島沖に互いの巡視船を出動させ、合同訓練を実施した（両機関による海上訓練は断交後初めて）[63]。
- 2024年10月5日：台南市と秋田市が、交流協力に関する合意書を締結した[64]。
- 2024年12月18日：日本台湾交流協会と台湾日本関係協会との間で「出入境管理にかかわる事項に関する情報共有に関する協力覚書」を締結した[65]。台湾有事を視野に、台湾から日本に入国する外国人の情報共有について協力を約したもの[65]。有事の際に退避外国人の情報を共有することで、工作員らが混乱に乗じて入国するのを阻止し、国内での破壊工作を未然に防ぐ狙いがあるとされる[65]。
- 2024年12月19日：日本台湾交流協会と台湾日本関係協会とが東京で第48回日台貿易経済会議を開催し、「植物品種の審査に関する協力覚書」を締結した。品種登録の審査結果を相互承認することにより、出願品種の審査期間の短縮やコストの削減が可能になる他、農業分野における互いの知的財産権の保護が強化される[66][67]。
- 2025年2月17日：法務省は、日本人が外国人と結婚した場合の戸籍上の表記に関し、5月から国籍欄に地域名を記載できるよう省令改正すると明らかにした。これまで国名が原則で、台湾出身者も「中国」との記載だった。現行の戸籍では外国人と婚姻した場合、配偶者の氏名などとともに「国籍」の記載欄を設けている。改正省令ではこれを「国籍・地域」に変更し、台湾との表記を可能とする。施行前に結婚や帰化した台湾出身者も、申し出があれば変更を認める方針とした[68]。
- 2025年3月：自衛隊の統合幕僚長を務めた岩崎茂が、行政院の招待で訪台、卓栄泰行政院長とも面会し、行政院の政務顧問に就任した。任期は1年間[69]。
- 2025年3月17日：訪台中の超党派議員連盟「日華議員懇談会」（日華懇）の古屋圭司会長ら国会議員3人と台北の総統府で会談した際、前月17日に発表された省令改正について「非常に感謝する。台日友好関係の表れだ」と述べた[70]。
- 2025年5月2日：自民党青年局の訪問団が、台湾の国家安全会議のトップである呉釗燮秘書長と総統府で会談。重要なシーレーンの安全確保に向けた日台の連携強化について議論した[71]。

### 主な要人往来
- 1999年6月：2000年総統選の有力候補であった宋楚瑜元台湾省政府主席（当時国民党籍）が訪日。羽田孜、海部俊樹元首相、小沢一郎自由党党首らと会談。
- 1999年11月13日：石原慎太郎東京都知事が訪台（断交後、東京都知事の公式訪問は初めて）。台湾大地震の被災状況を視察し、李登輝総統や馬英九台北市長と会談。その後、石原都知事は、2000年5月、2004年5月、2008年5月の総統就任式に毎回出席している。
- 2001年4月：李登輝元総統が訪日（中華民国元総統の訪日は史上初）。目的は岡山での心臓病治療。
- 2001年12月：連戦国民党主席が訪日（国民党主席の訪日は史上初）。海部俊樹、森喜朗両元首相らと会談。
- 2002年11月：菅直人民主党代表が訪台。陳水扁総統や李登輝前総統を表敬訪問。
- 2003年12月：森喜朗元首相が訪台（断交後、元首相の訪台は1993年の福田赳夫元首相以来2度目）。陳水扁総統と会談。
- 2004年12月27日：李登輝元総統が訪日。家族で名古屋、金沢、京都などを観光し、母校京都大学の恩師と再会。
- 2006年7月：馬英九台北市長が訪日。森喜朗元首相、武部勤自由民主党幹事長、中田宏横浜市長と会談。
- 2007年5月：李登輝元総統が訪日。東京で2回講演し、実兄が祀られている靖国神社を参拝。
- 2007年6月：謝長廷元行政院長と王金平立法院長が訪日し、椎名素夫の追悼会に出席。
- 2007年8月：游錫堃民主進歩党主席・元行政院長が訪日。宮沢喜一元首相の葬儀に出席。
- 2007年11月：2008年総統選の国民党候補の馬英九・前国民党主席が訪日。同志社大学で講演し、「未来志向の台日関係」を呼びかけ、自身も知日派を目指すと発言。安倍晋三官房長官、麻生太郎外相と会談。
- 2007年12月：2008年総統選の民進党候補の謝長廷元行政院長が訪日。母校京都大学で「日台関係強化の道」と題して日本語で講演。
- 2008年2月：郝龍斌台北市長が訪日。東京都政を視察し、石原慎太郎都知事と会談。
- 2008年6月：呂秀蓮前副総統が訪日。
- 2008年8月：王金平立法院長が訪日。麻生太郎自民党幹事長や中川昭一、小池百合子ら日華議員懇談会メンバー、衆参両院議長、閣僚を表敬訪問。
- 2008年8月：江丙坤海峡交流基金会董事長兼国民党副主席が訪日。麻生太郎自民党幹事長などと会見し、対中政策について日本語で講演。
- 2008年9月：楊永明国家安全会議諮問委員が訪日。日本李登輝友の会の招きで講演。
- 2008年9月：王金平立法院長が訪日。非公式の日米台安全保障対話「戦略対話・東京ラウンド」で「安定発展に向かう台日協力関係」と題して講演し、台日特別パートナーシップを提唱。安倍晋三元首相とも面会。
- 2008年9月：李登輝元総統が沖縄訪問。「学問のすすめと日本文化の特徴」と題して講演。
- 2008年12月：呉伯雄国民党主席が訪日。森喜朗元首相や鳩山由紀夫民主党幹事長、石原慎太郎都知事などと会談。
- 2009年3月：陳菊高雄市長が訪日し、ワールドゲームズ高雄大会をPR。
- 2009年3月：蔡英文民進党主席が訪日。細田博之自民党幹事長、浜四津敏子公明党代表代行、小沢一郎民主党代表らと会談。
- 2009年4月：江丙坤海峡交流基金会董事長が訪日。
- 2009年5月：彭栄次亜東関係協会会長が訪日。台北駐日経済文化代表処札幌分処開設について正式合意。細田博之自民党幹事長らと会談。
- 2009年9月：李登輝元総統が5度目の訪日。日比谷公会堂での「坂本龍馬の船中八策」をテーマにした講演で、日台関係の強化を訴える。国会議員約20名を招いた宴会も主催した。
- 2009年12月：蔡英文民主党主席が訪日。民主党議員のほか、大島理森自民党幹事長、浜四津敏子公明党代表代行らと会談。
- 2010年1月：江丙坤海峡交流基金会董事長兼国民党副主席が訪日。谷垣禎一自民党総裁などと会見し、馬英九総統の鳩山由紀夫首相宛て親書を渡す。
- 2010年1月：東国原英夫宮崎県知事が台北・宮崎直航便就航を記念して、4日間訪台。
- 2010年4月：麻生太郎前首相が訪台。馬英九総統、胡為真国家安全会議秘書長、楊進添外交部長、王金平立法院長、呉伯雄国民党名誉主席らと会談。
- 2010年8月：王金平立法院長が訪日し、アジア・太平洋国会議員連合年次総会に出席。
- 2010年9月：橋下徹大阪府知事が訪台（大阪府知事の訪台は初）。村井嘉浩宮城県知事も訪台し、蕭万長副総統と会見。
- 2010年9月：金溥聡国民党秘書長（幹事長）が訪日し、谷垣禎一自民党総裁（元財務相）、平沼赳夫日華懇会長（元経産相）、舛添要一新党改革代表（元厚労相）らと会見。
- 2010年10月：安倍晋三元首相が訪台。馬英九総統、李登輝元総統、蔡英文民進党主席と会見。日本の元首相として初めて立法院を訪問。忠烈祠にも参拝。
- 2010年11月：連戦元副総統が訪日し、APEC首脳会議に台湾代表・総統特使として参加。菅直人首相と握手したほか、台湾主催晩餐会で扇千景元参議院議長らが出席。ここ数年恒例化している胡錦涛中国国家主席（中国共産党総書記）との会談も実施された。
- 2010年12月：森喜朗元首相が訪台。
- 2011年4月：王金平立法院長、許水徳元駐日代表、江丙坤海峡交流基金会理事長ら「東日本大震災台湾慰問訪日団」が訪日。鳩山由紀夫前首相、西岡武夫参議院議長、麻生太郎元首相らと会見。同時期に頼清徳台南市長ら訪問団も被災地仙台市を訪れ、台南市民の義援金総額約1億770万円あまりを奥山恵美子仙台市長に贈呈。
- 2011年5月：衛藤征士郎衆議院副議長が訪台（断交後、衆参正副議長の訪台は初）。馬英九総統、王金平立法院長らと会談し、東日本大震災における台湾の支援に深い感謝を表明。森喜朗元首相も訪台し、八田與一記念公園開園式典に参加。他方、王金平立法院長を団長とする台湾北海道観光振興訪問団が北海道各地を訪問。
- 2011年8月：溝畑宏観光庁長官が初訪台。
- 2011年9月：安倍晋三元首相が訪台。馬英九総統、蔡英文民進党主席と会見。
- 2011年10月：2012年総統選の民進党候補の蔡英文党主席が訪日。前原誠司民主党政調会長、衛藤征士郎衆院副議長、岡田克也民主党最高顧問（元外相）らと会談。
- 2011年10月：麻生太郎元首相らが訪台し、国慶節祝賀式典に出席。馬英九総統、王金平立法院長らと会見。
- 2012年3月：海部俊樹元首相が訪台、馬英九総統と会見。
- 2013年2月：蘇貞昌民進党主席が訪日。石破茂自民党幹事長らと会見。
- 2013年8月：李嘉進亜東関係協会会長が訪日。菅義偉官房長官と会見。
- 2013年10月：安倍晋三首相が蕭万長前副総統とAPECが開催されたインドネシアで会談。
- 2014年9月：李登輝元総統が来日[72]。
- 2015年7月：李登輝元総統が訪日。
- 2016年7月：李登輝元総統が来日[73]。
- 2017年3月：赤間二郎総務副大臣が訪台（断交後、副大臣の訪台は初）。日本台湾交流協会主催の地方PRイベント「多彩日本」の開幕式に出席[74][75]。
- 2018年6月：李登輝元総統が来日。台湾出身戦没者慰霊顕彰祭に参加（総統退任後9回目）[76]。
- 2020年9月：李登輝元総統の告別式に、森喜朗元首相を弔問団団長とした、日本台湾交流協会のメンバーなどが参加[77]。
- 2022年7月：頼清徳副総統が安倍晋三元首相の弔問のため、訪日[78][79]。
- 2023年6月：鄭文燦行政副院長が訪日。自民党の麻生太郎副総裁、茂木敏充幹事長、萩生田光一政調会長などと面会[80][81][82]。
- 2023年8月：麻生太郎自民党副総裁が訪台（副総裁の公式訪台は断交後、確認できる限り初）。李登輝元総統の墓参りを行う。総統府で蔡英文総統と会談[83][84][85][86]。
- 2024年5月：頼清徳総統の就任式に超党派の議員連盟日華議員懇談会（古屋圭司会長）の国会議員31人が訪台。総統就任式への出席としては過去最大規模となった[87]。
- 2024年8月：日本の超党派の国会議員でつくる「日本の安全保障を考える議員の会」の訪問団が、総統府で頼清徳総統と面会した[88]。
- 2025年3月：日華議員懇談会の古屋圭司会長ら国会議員3人が訪台、総統府で頼清徳総統と会談した[70]。

### 昭和・平成・令和の天皇・首相と総統
| 年     | 月   | 日本の天皇 | 日本の首相 | 中華民国の総統 |
| ------ | ---- | ---------- | ---------- | -------------- |
| 1949年 | 10月 | 昭和天皇   | 吉田茂     | 李宗仁（代理） |
| 1950年 | 3月  | 昭和天皇   | 吉田茂     | 蔣介石         |
| 1954年 | 12月 | 昭和天皇   | 鳩山一郎   | 蔣介石         |
| 1956年 | 12月 | 昭和天皇   | 石橋湛山   | 蔣介石         |
| 1957年 | 2月  | 昭和天皇   | 岸信介     | 蔣介石         |
| 1960年 | 7月  | 昭和天皇   | 池田勇人   | 蔣介石         |
| 1964年 | 11月 | 昭和天皇   | 佐藤栄作   | 蔣介石         |
| 1972年 | 7月  | 昭和天皇   | 田中角栄   | 蔣介石         |
| 1974年 | 12月 | 昭和天皇   | 三木武夫   | 蔣介石         |
| 1975年 | 4月  | 昭和天皇   | 三木武夫   | 厳家淦         |
| 1976年 | 12月 | 昭和天皇   | 福田赳夫   | 厳家淦         |
| 1978年 | 5月  | 昭和天皇   | 福田赳夫   | 蔣経国         |
| 1978年 | 12月 | 昭和天皇   | 大平正芳   | 蔣経国         |
| 1980年 | 7月  | 昭和天皇   | 鈴木善幸   | 蔣経国         |
| 1982年 | 11月 | 昭和天皇   | 中曽根康弘 | 蔣経国         |
| 1987年 | 11月 | 昭和天皇   | 竹下登     | 蔣経国         |
| 1988年 | 1月  | 昭和天皇   | 竹下登     | 李登輝         |
| 1989年 | 1月  | 明仁       | 竹下登     | 李登輝         |
| 1989年 | 6月  | 明仁       | 宇野宗佑   | 李登輝         |
| 1989年 | 8月  | 明仁       | 海部俊樹   | 李登輝         |
| 1991年 | 11月 | 明仁       | 宮澤喜一   | 李登輝         |
| 1993年 | 8月  | 明仁       | 細川護熙   | 李登輝         |
| 1994年 | 4月  | 明仁       | 羽田孜     | 李登輝         |
| 1994年 | 6月  | 明仁       | 村山富市   | 李登輝         |
| 1996年 | 1月  | 明仁       | 橋本龍太郎 | 李登輝         |
| 1998年 | 7月  | 明仁       | 小渕恵三   | 李登輝         |
| 2000年 | 4月  | 明仁       | 森喜朗     | 李登輝         |
| 2000年 | 5月  | 明仁       | 森喜朗     | 陳水扁         |
| 2001年 | 4月  | 明仁       | 小泉純一郎 | 陳水扁         |
| 2006年 | 9月  | 明仁       | 安倍晋三   | 陳水扁         |
| 2007年 | 9月  | 明仁       | 福田康夫   | 陳水扁         |
| 2008年 | 5月  | 明仁       | 福田康夫   | 馬英九         |
| 2008年 | 9月  | 明仁       | 麻生太郎   | 馬英九         |
| 2009年 | 9月  | 明仁       | 鳩山由紀夫 | 馬英九         |
| 2010年 | 6月  | 明仁       | 菅直人     | 馬英九         |
| 2011年 | 9月  | 明仁       | 野田佳彦   | 馬英九         |
| 2012年 | 12月 | 明仁       | 安倍晋三   | 馬英九         |
| 2016年 | 5月  | 明仁       | 安倍晋三   | 蔡英文         |
| 2019年 | 5月  | 徳仁       | 安倍晋三   | 蔡英文         |
| 2020年 | 9月  | 徳仁       | 菅義偉     | 蔡英文         |
| 2021年 | 10月 | 徳仁       | 岸田文雄   | 蔡英文         |
| 2024年 | 5月  | 徳仁       | 岸田文雄   | 頼清徳         |
| 2024年 | 10月 | 徳仁       | 石破茂     | 頼清徳         |

### 日台関係の現状

#### 政治関係
- 日台間には正式な国交がないため、日本側の日本台湾交流協会（旧・財団法人交流協会）と台湾側の台湾日本関係協会（旧：亜東関係協会）を窓口機関とした非公式折衝により、両国間の実務問題を処理している。双方の取決めに基づき、日本側は台北・高雄に事務所を設置、台湾側は東京・横浜・大阪・福岡・那覇に事務所を設置している。事実上、交流協会台北事務所が日本の駐台大使館、亜東関係協会東京弁事処（現在は台北駐日経済文化代表処）が台湾の駐日大使館の機能を果たしている。
- 日本台湾交流協会と台湾日本関係協会は、1973年以来、日台間の諸問題を協議するため「貿易経済会議」を毎年開催し、両国の関係官庁の担当者が出席している（2009年からは局長級に格上げ）。
- 日台間の関係官庁が断続的に行っている個別協議には、日台航空交渉や日台漁業交渉がある。
- 台湾は伝統的に情報宣伝を重視しており、日本語版インターネットサイトも複数開設されている。
  - 台北駐日経済文化代表処 --- 台湾の駐日代表機関で、実質的な駐日大使館。
  - 台湾週報 --- 中華民国政府が1959年から発行している日本語広報誌。
  - 台湾国際放送 --- かつて「自由中国の声」と称していた。
  - フォーカス台湾  --- 台湾の通信社中央通訊社（略称：中央社）の日本語版サイト。2011年7月18日オープン。
  - Taiwan Today  --- 中華民国行政院新聞局の対日広報公式サイト。2011年8月1日開設。
  - 台湾証券取引所

日本政府の基本的立場
- 日中共同声明で表明した立場を遵守する。
- 台湾独立は支持できない。
- 台湾の国連加盟は支持できない。
- 台湾のWHOオブザーバー参加を支持する。
- 台湾問題が当事者間の直接の話し合いにより平和的に解決されることを強く希望する。
- いずれかの側による如何なる一方的な現状変更の試みも支持できない。
- 日台関係は非政府間の実務関係として維持する。

台湾問題についての主な見解表明
- 1972年9月：日中共同声明で、「日本国政府は、中華人民共和国政府が中国の唯一の合法政府であることを承認する。」「中華人民共和国政府は、台湾が中華人民共和国の領土の不可分の一部であることを重ねて表明する。日本国政府は、この中華人民共和国政府の立場を十分理解し、尊重し、ポツダム宣言第八項に基づく立場を堅持する。」と表明。
- 1997年8月：梶山静六官房長官が、日米安保条約に基づく「日米防衛協力のための指針」改訂（「新ガイドライン」）に関連して、「周辺事態は中台紛争を含む」と発言。
- 1997年9月：橋本龍太郎首相が、訪中の際、「日米間で特定の地域や国における事態を想定して議論していない」「日本は二つの中国や台湾独立を支持することは今後もありえない。台湾は中国人同士の問題であり、平和的解決をめざすことを信じている」と発言。
- 1998年11月：日中共同宣言で、台湾問題に関して「日本側は、日本が日中共同声明の中で表明した台湾問題に関する立場を引き続き遵守し、改めて中国は一つであるとの認識を表明する。日本は、引き続き台湾と民間及び地域的な往来を維持する。」と表明。
- 2003年12月：公民投票の実施について「中台関係を徒に緊張させる結果となっており、わが国としては台湾海峡及びこの地域の平和と安定の観点から憂慮している」「この地域の平和と安定のため慎重に対処していただくことを希望する」旨を、交流協会を通じて申入れ（断交後初の台湾政府に向けた公式表明）。
- 2004年3月：川口順子外相が参院予算委員会で、台湾について「民主的方法で二度選挙をやった『国』。経済的関係でも密接な関係ができている重要な『国』」と発言。
- 2005年3月：中国全人代が反分裂国家法を制定したことについて、武力行使には一貫して反対であり、平和的解決以外のいかなる解決方法にも反対である旨の外務報道官談話を発表。
- 2006年2月：麻生太郎外相が参院予算委員会で、台湾について「民主主義がかなり成熟し、自由主義を信奉し、法治国家」などと答弁（その後「正確には国ではなく地域」と訂正した）。
- 2006年2月：陳水扁政権が国家統一委員会及び国家統一綱領の運用停止を発表した際、「平和的解決のための当事者間の対話が早期に再開されることを強く希望し、いずれかの側によるいかなる一方的な現状の変更の試みも支持できない」との日本政府の立場を、台北駐日経済文化代表処を通じて申入れ。
- 2007年12月28日：福田康夫首相と温家宝首相の日中首脳会談後の共同記者会見で、温首相が、日本側が「台湾独立に反対した」と発言。直後に福田首相が、日本の立場は「台湾独立を支持しない」であると“訂正”した。
- 2008年3月：国民党の馬英九が総統に選出された際、「台湾を巡る問題が両岸当事者間の直接の対話により平和的に解決されること、及びそのために両岸の対話が早期に再開されることを期待する。また、このような観点から、我が国政府は、いずれかの側によるいかなる一方的な現状の変更の試みも支持できないとの一貫した立場である」旨の高村正彦外相のコメントを発表。
- 2008年5月：馬英九総統就任にあたって、「日本国政府」として「我が国は交流協会を通じ、我が国の台湾に関する立場は日中共同声明にあるとおりであり、日台関係を非政府間の実務関係として維持してきている、今後とも引き続き財団法人交流協会を通じ、できる限りの支持と協力をする方針である」旨の「馬英九閣下」宛て書簡を総統府に手交。
- 2008年5月：日中共同宣言で、台湾問題に関して「日本側は、日中共同声明において表明した立場を引き続き堅持する旨改めて表明した。」とのみ表明。
- 2008年6月13日：海峡両岸関係協会と海峡交流基金会による中台トップ会談が再開したことについて、両岸関係者による対話の再開を歓迎する旨の外務報道官談話を発表。
- 2009年5月：台湾のWHA（WHO年次総会）オブザーバー参加が決まったことについて、外務省報道官が「台湾がWHAに順調かつ継続的に参加できることを望んでいる」と表明。
- 2009年7月：民主党が衆院選前に発表した「政策集INDEX2009」で、「台湾海峡をめぐる緊張が生じないように中国・台湾にあらゆる予防的働きかけを行うことを最重要課題に位置づける」と明記。
- 2021年4月16日：内閣総理大臣菅義偉がホワイトハウスで米国大統領ジョー・バイデンと会談し、中国が軍事圧力を強めている台湾問題について、共同声明で台湾海峡の平和と安定の重要性を強調した。日米首脳が共同声明で、「台湾」に言及したのは半世紀ぶりである[89][90]。
- 2021年4月17日：岸信夫防衛大臣は沖縄県の陸上自衛隊与那国駐屯地を視察し、「与那国に来ると、台湾はすぐ対岸で非常に近い。台湾の平和と安定は、地域そして国際社会の平和と繁栄にも結び付くものだ」と述べる[91]。
- 2021年6月28日：中山泰秀防衛副大臣がアメリカのシンクタンクであるハドソン研究所の講演で、「台湾は友人ではない。我々は兄弟であり、家族だ」と発言した[92]。また、台湾を｢国家｣と表現した[92]。
- 2021年7月5日：麻生太郎副総理は、中国が台湾に軍事侵攻した場合、日本政府が安全保障関連法の定める「存立危機事態」に認定して、集団的自衛権を行使する可能性があるとの認識を示し、「（台湾で）大きな問題が起きると、存立危機事態に関係してくると言って全くおかしくない。そうなると、日米で一緒に台湾の防衛をしなければならない」と述べた[93]。
- 2021年9月9日：台湾の国策研究院文教基金会が開催した日台の協力に関する座談会で、中山泰秀防衛副大臣が日本と台湾は「目と鼻の先」に位置していると言及した上で、何か起きれば「他人事ではない。自分ごとだ」「（台湾の平和と安定は）人ごとではない」「台湾と日本は目と鼻の先であり、日本は台湾の平和と安定を自国のことのように扱い、他人事にはできない」と強調し、自民党の佐藤正久外交部会長は「台湾有事は日本有事」だとの見方を示した[94][95][96]。これに対して中国外務省の趙立堅報道官は、「でたらめな発言」「強烈な不満と断固たる反対」「中国内政への干渉を直ちにやめるべきだ」として、日本側に抗議したと明らかにした。一方、台湾外交部の欧江安（中国語版）報道官は、今後の成り行きに好意的な見方を示し、各界の友人が台湾海峡の平和と安定に引き続き関心を向けることを歓迎するとして、台湾と日本の関係は友好的かつ密接であり、自由や民主主義、人権、法の支配といった基本的価値観を共有していると言及し、密接な経済関係を有し、互いに重要なパートナーだとし、今後も引き続き日本との各分野での友好的協力関係を拡大するとともに、強く確かなものにしていくと述べた[94][95][96]。
- 2021年12月1日：自民党の安倍晋三元首相は、台湾のシンクタンク主催の公開フォーラムにおいて、「台湾有事は日本、日米同盟の有事だ。この点の認識を習近平国家主席（共産党総書記）は断じて見誤るべきではない」と述べて、台湾に軍事的圧力を強める中国を牽制した[97]。
- 2022年3月22日：日華議員懇談会の総会に合わせて安倍晋三元首相と蔡英文総統がオンラインで対談し、ロシアによるウクライナ侵攻を巡って、日台の緊密な協力が東アジアの安定に資するとの認識で一致、安倍晋三は台湾訪問に意欲を表明し、蔡英文は「歓迎したい」と応じた。蔡英文は、ロシアによるウクライナ侵攻について、中国を念頭に「人ごとではない」と語った。安倍晋三は自身のTwitterで「力による現状変更の試みは決して許してはならないとの認識で一致した」と明らかにした[98]。日華議員懇談会は、中国をにらみ「経済力や軍事力による一方的な現状変更がなされないよう国際社会と協働する」とした2022年度の基本方針を決定、台湾の環太平洋連携協定加盟を支持し「交渉を行う上での環境整備を図る」と明記した[98]。
- 2024年1月13日：上川陽子外相は、頼清徳副総統が総統選挙において勝利したことに対して祝意を表明。台湾問題については、「対話により平和的に解決されること、また、地域の平和と安定に寄与することを期待」するとした[99][100][101]。
- 2024年1月15日：林芳正官房長官は、中国側が上川外相の祝意表明をめぐり抗議したことに対して、台湾は重要なパートナであり友人であるとし、「台湾における民主的な選挙の円滑な実施に対しては、これまでも祝意を表明してきている」ことを強調した。そして、非政府間の実務関係を維持したうえで、日台間の協力・交流の深化を図るとした[102][103][104]。
- 2025年2月7日：石破茂総理大臣とドナルド・トランプ米国大統領が初の日米首脳会談を行い共同声明を発表し、「台湾海峡の平和と安定の維持が国際社会の安全と繁栄に不可欠な要素」だと表明した。両岸問題の平和的解決を奨励し、力や威圧による一方的な現状変更の試みに反対するとともに、台湾の国際機関への有意義な参加を支持するとした。これを受けて総統府の郭雅慧報道官は8日、謝意を表した[105]。

#### 民間・経済関係
- 日本経団連と工商協進会（台湾の経済団体）は、1973年以来、日台間の経済問題を協議するため「東亜経済人会議」を毎年開催している。
- 2019年の日台貿易総額は約673億ドル（台湾への輸出：約440億ドル、台湾からの輸入：約233億ドル）[106]、日本の貿易相手先として台湾は、米国、中国、韓国に次いで第4位[107]。
- 2019年の台湾の輸出先は中国、米国、香港に次いで日本が第4位。台湾の輸入先は中国に次いで日本が第2位[106]。
- 日本への台湾人旅行客は2019年に約489万人（外国人旅行客の約15.3%で国別第2位）[108][109]。
- 台湾への日本人旅行客は2019年に約217万人（外国人旅行客の約18.3%）[109][110]。主な訪問先は台北とその周辺である[109]。
- 2020年12月現在、日台間の姉妹都市提携数は96[111]、地方議会友好協定提携数は2[112]。

#### 日本・台湾の国民感情
台湾人の対日意識
中華民国総統を務めた李登輝は2009年の講演において、「あなたたちの偉大な祖先の功績を知り、誇りに思ってほしい」と訴え、台湾が日本統治下にあった時代に、日本人技師らの貢献でインフラ整備などが進められたことを説明し、「公に尽くし、忠誠を尽くした偉大な祖先が作り上げてきた日本精神を学び、あなたたちも大切にしてほしい」と発言した。また李登輝は、日本統治時代に台湾人が学んで純粋培養されたのは、「勇気」「誠実」「勤勉」「奉公」「自己犠牲」「責任感」「遵法」「清潔」といった「日本精神」であり、国共内戦後に中国大陸から来た中国国民党たちは、自分たちが持ち合わせていない価値観だったので、「日本精神」を台湾人の持ち合わせている気質だと定義して、これらの言葉が広まり、台湾に浸透した「日本精神」があったからこそ、台湾は中国文化に吞み込まれずに近代社会を確立できたのであり、台湾人の親日の背景にはこうした歴史的経緯があると述べている。また李登輝は、日台は現在のところ正式な外交関係がないため、経済・文化交流を強化すれば良いという意見が多く、経済・文化交流を促進して、日本人と台湾人の心の絆を深めることは重要であるが、日本人が中華意識に囚われて台湾を軽視した場合、日本は地政学的危機に陥ってしまい、まさしく日台は生命（運命）共同体なのであり、このことを日本人は常に意識して欲しいとしている。
姜尚中とダニ・オルバフ（ヘブライ大学）は、「同じ大日本帝国の植民地だったのに、台湾は親日的なのに、韓国が反日的なのはなぜか」という対談において、【ダニ・オルバフ】「『植民地』としての朝鮮半島は天皇直属です。同じ『植民地』でも台湾は内閣直属でした」【姜尚中】「そうですね。今、日本人はどうして台湾が親日的なのに韓国が反日的なんだろと考えますよね。でもそれは、台湾統治と朝鮮半島の統治の組織構造の違いを考えると分かります」【ダニ・オルバフ】「当時の大日本帝国憲法のわずかな権利すら民衆に与えず、総督が天皇の代理人として弾圧できたのが朝鮮でした。朝鮮では総督が代々陸海軍大将であったのに比べ、台湾では1919年から1936年まで貴族院議員の政治家が続きました」【姜尚中】「天皇直属となれば、時の政府は口出しはできません。台湾と朝鮮半島でどうしてこのような統治の違いになったのかが不思議なのですが、天皇統治とはある意味、統帥権が不可侵であるのと同じです。最終的に同化政策の時は、君たちは日本の本土にいる人たちと変わらない、ということになります。天皇の愛顧をみんなにあげるというのは大変な恩恵であるという発想です。それを天皇統治では一方的にどんどん進めていくことになり、朝鮮半島の日本に対する評価が変わってくるわけです」と述べている。
蔡亦竹によると、国共内戦後、中国から台湾に逃れた少数派の中国国民党は、多数派の元日本国民であった台湾人に「われわれは対日戦争に勝って台湾人を二等国民の扱いから解放した」と主張することで、自らの高圧的統治を正当化した。また、台湾人アイデンティティを喚起する恐れがあるため、元々台湾人のみに共有された、日本文学、日本映画、テレビ番組などは推奨しなかった。1972年の日中国交正常化に伴い、台湾は直ちに日本に国交断絶を宣言したが、中国との国交樹立は裏切りであり、この年に台湾政府は一切の放送で日本語を禁止にし、日本映画の輸入もご法度になり、1980年代末にようやく禁制が緩くなったが、薬師丸ひろ子が台湾で映画宣伝をおこなった際は、日本語ではなく英語で司会者とやり取りをおこなったほどであり、「日本追放」の全面解除は1993年まで待たねばならず、蔡亦竹は「今、台湾は親日的な国柄で知られている。しかし、このような理由からわれわれ40代の人間は中学校まで日本を悪者として教育されていた」と述べている。
台北駐日経済文化代表処代表を務めた羅福全は、平井敏晴（漢陽女子大学校）による大日本帝国の植民地だった台湾人と韓国人の対日感情の比較に関する取材に対して、「韓国が日本に反発してしまう理由はいろいろありますが、私がまず思うのは、王朝があったからですよ。台湾にはなかったでしょ」「（戦後、台湾に入城した中華民国軍の）大陸から台湾にやって来た人たちの格好を見て、台湾の人たちが愕然としたんですよ。身なりはひどいし、兵器は旧式で、日本のものと比べると雲泥の差がありましたから」「日本の台湾統治は黒字で、朝鮮統治は赤字だったんですよ。日本は成功した台湾をモデルケースにして朝鮮統治に臨んだけど、うまくいかなかった。その結果、日本人は台湾人に対するのと同じように朝鮮人に接することができなかった」と述べており、平井敏晴は、17世紀に清が明を滅ぼすと、長崎出身の鄭成功は清に抵抗する拠点を築くために1662年に台南に入り、その後の台湾は、清に対する抵抗の拠点であり続けたため、台湾からすると、日本に割譲されることは、抵抗を続けてきた清からの開放でもあり、「台湾には王朝がなかったので、そこを統治して開拓を進めた日本は、後に朝鮮で経験するような王政復古のイデオロギーによる軋轢を経験せずにすんだ」「台湾はもともと清への対抗意識があり、日本統治はある意味、台湾にとって渡りに船でもあった。一方、韓国は王朝を断絶させられたことで、日本への反発が生じやすかった。そのうえ、朝鮮統治は日本にとって経済的にうまくいっていなかった」と結論付けている。
台湾における各種世論調査では台湾人は日本に好意的であり、2009年に財団法人交流協会が実施した初の台湾人対象の対日意識世論調査では、「日本に親しみを感じる」が69%で、「親しみを感じない」の12%を大きく上回った。「最も好きな国」としても38%が日本を挙げ、2位のアメリカ（5%）、中国（2%）を大きく上回った。2010年に財団法人交流協会が実施した「台湾における対日世論調査」では、「日本に親しみを感じる」が62%で、「親しみを感じない」の13%を大きく上回り、「最も好きな国」としても52%が日本を挙げ、2位のアメリカ（8%）、中国（5%）を大きく上回った。
2006年に台湾の『遠見雑誌』が、20歳以上の台湾人1000人に「移民したい」「行ってみたい」「尊敬すべき」「留学したい国」の4項目を調査した結果、日本が「移民したい」「行ってみたい」「尊敬すべき」の3項目でそれぞれ1位を獲得した。謝雅梅は、「日本統治時代、その目的はどうであれ、日本が台湾のインフラを整備したことは今でも高く評価されてます」「日本のテレビ番組や雑誌なども昔からあって、よく見てました。今、20代くらいの若者には、日本の音楽やファッション、マンガやゲームなどのサブカルチャーが人気です。彼らの世代になると、もう日本との歴史をよく知らないんですよ。台湾も、日本のようにアメリカの影響は大きいんですが、やはり同じアジアの日本文化の方が肌に合う。これは一過性の流行ではなく、親日感情は昔から繋がっているんです」「文化は日本、経済はアメリカにもっとも影響を受けています。それに、アジアのなかで経済発展を遂げた境遇も似ていますし、親近感があるんです」とコメントしている。
民主進歩党系のシンクタンクである台湾国策研究院が2006年に実施した世論調査では、台湾で一番好かれている外国人は日本人で27.1%、アメリカ人22.7%、中国人11.1%、韓国人9.3%だった。台湾智庫が2008年に行った世論調査では、「中国、アメリカ、日本、韓国の4カ国の中で、全体的にどこの国に最も好感を持っているか」という設問では、日本が最多の40.2%で、アメリカは25.7%、韓国は5.4%、中国は5.1%だった。
2009年に台湾の財団法人金車教育基金会が台湾の学生の対象に実施した意識調査「最も友好的な国・最も非友好的な国」では、日本は「最も友好的な国」の第1位（44.4%）で、日本が首位になったのは3回目だった。
2021年8月10日、台湾のシンクタンクである台湾制憲基金会が実施した台湾の世論調査結果を発表し、アメリカに好感を持つ人が75.6%、日本に好感を持つ人が83.9%、中国に好感を持つ人は16.4%にとどまり、9割近くがアメリカや日本と正式な外交関係を構築することを支持した。
『ワシントン・ポスト』は、「台湾は、1895年から1945年まで日本の占領下にあったにもかかわらず、アジアにおいて稀有な親日感情を抱き続けている。台湾人の年輩者らは未だに日本語と日本文化に大変な共感を示す。台湾は毎時200マイル走行が可能な日本の弾丸列車を30億ドルで導入し、先月（試験走行を）開始した。また、日本政府は、12月に台湾の李登輝元総統（彼は日本で教育を受け、親愛の念を抱く大学時代の元教授と再会を果たした）に観光ビザを発給したが、中国側はこれに激しく反発した」と報道した。
馬英九総統の外交政策・対日戦略のブレーンで中華民国総統府国家安全会議諮問委員を務める楊永明は、「一般的に言って、日台間では相互に友好感情が存在するという基本認識がある。台湾はおそらく世界で最も親日的な社会であり、日本でも台湾に対する好感が広範に存在するのである」と指摘している。同じく中華民国総統府国家安全会議諮問委員(閣僚級、日台関係担当)を務める李嘉進は、「日台は『感情の関係』だ。普通の外交関係は国益が基本だが、日台は特別。お互いの好感度が抜群に高い。戦前からの歴史が育てた深い感情が出発点となっている」と発言している。
渡辺利夫と西岡力は、「朝鮮・台湾の日本統治 なぜ、かくも評価が異なるのか」という対談で、「台湾が親日的だといっても、親日一色だったといえばそれはいい過ぎです。『台湾人の誇り』を読み違えてはいけません」「17世紀に福建省や広東省からやってきた移住者やマレー・ポリネシア系の原住民の勢力は日本に対して激しく抵抗したということを、台湾人は高く評価しています」「それは国民党系の人々はもとより、民進党系の人々もそうです。黄昭堂先生、許世楷先生といったあれほど親日的で深い日本理解がある人でもそうです」「台湾の国益を損ねかねないような尖閣諸島問題などでは、台湾の公式言論が反日一色になることは珍しくありません」「ですから台湾人を親日一色だと思いこんだり、これに甘え過ぎたりしないことが大事だと思います」と述べている。
日本人の台湾に関する関心は、旅行・グルメ・エステ・ショッピングなどの分野と、台湾の政治・経済、日本と台湾の関係史などに限られている反面、台湾の人々は日本について実にいろいろなことを知っており、日本の情報は時差なく台湾に伝えられ、台湾人、特に若い世代は日本の国内情勢はもちろん芸能情報・流行語に至るまで、多くの知識を持っており、日本と台湾間の人的交流は活発であるが、お互いに関する関心度という面において、不均衡が生じているという指摘がある。李久惟は、「問題点は、やはり両国の若者世代がお互いにコミュニケーションを取ったり、ともに過ごしたりする機会があまりないこと。本物の交流が少な過ぎるのだ。（中略）若者たちの中には、今後はなんらかの形で日本人ともっとリアルな交流をしたいと思っている人が多いのである」「近年、東アジアの国際情勢は、緊張感が高まり、変化が激しくなってきている。そんな中、サブカルチャーなどの交流だけで、台湾の人々がいつまでも『親日』であり続けるとは限らない」「東アジア情勢の安定のためにも、今後、日本と台湾のさらなる文化的な交流、経済活動を含めた積極的なコミュニケーションが欠かせないと、声を大にして言いたい」と述べている。また、水野俊平は、「日本と台湾の関係はおおむね良好ですが、これからもそうした関係を維持していくためには、日本人も台湾人の日常生活や考え方にもっと関心を持つ必要があるのではないでしょうか」と述べている。
2022年3月18日、日本台湾交流協会は「台湾における対日世論調査（台湾本島に居住する20歳から80歳までの台湾人が対象、サンプル数は1,068、標本誤差±3.06%、信頼度95%）」の結果を発表した。「最も好きな国・地域はどこか」の問いに対し、「日本」と回答した人は前回調査より1ポイント増えて60%に達した。「現在の日台関係をどう思うか」の問いに対しても、前回調査を17ポイント上回る70%が「大変良い」または「良い」と回答した。いずれも、この調査が始まって以来の過去最高となった。「今後台湾が最も親しくすべき国・地域」については、トップが「日本」の46%、2位は「アメリカ」の24%、3位は「中国」の15%だった。「現在の日台関係は、以前と比べどう変化したか」の問いについては、「良くなった」が65%、「日本は信頼できる国か」の問いについては、60%が「信頼できる」と回答、「信頼できない」と回答した人は8%だった。日本台湾交流協会は「前回調査の結果と比べ、日本に対する好感度や信頼度、現在及び今後の日台関係に対する肯定的な評価等はいずれも上昇している」「今後も台日関係のさらなる発展のため引き続き努力する」とコメントしている。
日本人の対台意識
2009年4月、台北駐日経済文化代表処がギャラップに委託して日本在住の20歳以上の日本人男女1000人を対象に「台湾に関する意識調査」を行ったところ、「台湾に親しみを感じる」との回答が56%、「台日関係が良好」との回答が76%、台湾を「信頼している」との回答が65%だった。
2022年1月20日、台北駐日経済文化代表処は、1000人を対象に行った台湾に対する日本人の意識調査結果を発表した（中央調査社に委託）。台湾に「親しみを感じる」との回答は75.9%、「信頼できる」は64.8%。「最も親しみを感じるアジアの国・地域」で台湾を挙げた人は46.6%で最多だった。台湾に親しみを感じる理由は、「台湾人が親切、友好的」が77.1%、「歴史的に交流が長い」が45.7%。台湾を信頼できる理由は「日本に友好的」が65.9%、「自由民主主義などの価値観を有している」が56.9%だった。